# Dryopteris gemmipara
Dryopteris gemmipara là một loài thực vật có mạch trong họ Dryopteridaceae. Loài này được (C. Chr.) Maxon ex Proctor miêu tả khoa học đầu tiên năm 1953.